# Helsinge Rundt
|  | Denne artikel eller sektion om sport er forældet eller ikke opdateret. Se artiklens diskussionsside eller historik. |

Helsinge Rundt er et dansk motionsløb på vejene i og omkring Gribskov Kommune arrangeret af Annisse Idrætsforening siden 1988. Der findes i alt 4 distancer, 20 km, 50 km, 80 km og 150 km. Som noget nyt har man de senere år haft en mountainbike rute, der i 2008 var på 32 km.

## Ekstern kilde
- Officiel hjemmeside

| Cykling | Spire Denne artikel om cykling er en spire som bør udbygges. Du er velkommen til at hjælpe Wikipedia ved at udvide den. |